# 侵犯财产罪
侵犯财产罪是《中华人民共和国刑法》规定的一类罪名。
根据《中华人民共和国刑法》、《最高人民法院关于执行〈中华人民共和国刑法〉确定罪名的规定》及其补充规定，侵犯财产罪包括以下罪名：
1. 抢劫罪（刑法第263条）
2. 盗窃罪（刑法第264条）
3. 诈骗罪（刑法第266条）
4. 抢夺罪（刑法第267条第1款）
5. 聚众哄抢罪（刑法第268条）
6. 侵占罪（刑法第270条）
7. 职务侵占罪（刑法第271条第1款）
8. 挪用资金罪（刑法第272条第1款）
9. 挪用特定款物罪（刑法第273条）
10. 敲诈勒索罪（刑法第274条）
11. 故意毁坏财物罪（刑法第275条）
12. 破坏生产经营罪（刑法第276条）
13. 拒不支付劳动报酬罪（第276条之一（《刑法修正案（八）》第41条））